# 게이트 2
《게이트 2》(Gate II)는 미국에서 제작된 티보 타카스 감독의 1990년 판타지, 공포, 코미디 영화이다. 1987년 영화 게이트의 후속작이다. 루이스 트립 등이 주연으로 출연하였고 앤드라스 하모리 등이 제작에 참여하였다.

## 출연

### 주연
- 루이스 트립
- 사이몬 레이놀즈

### 조연
- 제임스 빌리메이어
- 파멜라 애들론
- 닐 먼로
- 제임스 키드니
- 이렌느 파우저
- 래리 오브리
- 엘바 마이 후버
- 게리 멘디시노
- 마크 사운더스
- 토드 웨이트
- 에드워드 리피
- 레인 콜먼
- 애니타 오래닉
- 칼 크레인스
- 앤드리아 라다니

## 기타
- 원조: 마이클 낸킨
- 미술: 윌리엄 비턴
- 특수효과: 랜달 윌리엄 쿡
- 의상: 베스 패스터낵